# Вільгельм Редер
Вільге́льм Ре́дер (нім. Wilhelm Räder; 17 червня 1878 — 18 січня 1957) — латвійський освітянин, генеалог німецького походження. Народився у Гольдінгені, Росія. Син лютеранського пастора Рейнгарда Редера і Фрідеріки-Марії Курц. Випускник Дерптського університету (1907). Викладав математику і природничі науки в Гольдінгені (1907—1925) і Ризі (1925—1934). Займався вивченням генеалогії німецьких родин та історією персоналій Курляндії-Семигалії. На початку Другої світової війни виїхав до Нацистської Німеччини: жив у Позені (1940—1945), Ной-Карштедті (1945—1950) і Гольцміндені (з 1950). Член Дерптського генеалогічного товариства (1938) і Берлінського товариства «Герольд» (1948). Автор 2-томника «Правники Курляндії» (нім. Die Juristen Kurlands, 1942, 1953), що присвячений курляндським державним діячам. Помер у Гольцміндені, Німеччина.

## Імена
- Теодор-Мартін-Вільге́льм Ре́дер (нім. Theodor Martin Wilhelm Räder) — повне німецьке ім'я[1].
- Вільге́льм Ре́дер (нім. Wilhelm Räder) — коротке німецьке ім'я[1].

## Біографія
Вільгельм Редер народився 17 червня 1878 року в Гольдінгені, Курляндська губернія, Російська імперія, в родині лютеранського пастора Рейнгарда Редера і Фрідеріки-Марії Курц.
У 1888—1892 роках Редер навчався у Гольдінгенській гімназії та Бюттнерській школі рідного міста, а в 1893—1896 роках — у Одеській гімназії. У 1898—1899 роках він вивчав теологію в Дерптському унівеситеті, а в 1900—1905 і 1906—1907 роках — хімію. Протягом 1905 року Редер стажувався у Кенігсберзькому університеті.
Від 1900 року Редер працював домашнім вчителем у ліфляндському Кольцені й курляндському Планецені, а після випуску з університету став офіційним викладачем. У 1907—1925 роках він працював старшим учителем математики і природничих наук в Гольдінгенській гімназії, яка після проголошення Латвійської незалежності стала Кульдізькою середньою школою. Редер також був учителем (1918—1919) і директором (1920) міського ліцею.
7 серпня 1910 року Редер одружився із Маргаритою Коріц.
У 1925—1934 роках Редер займав посаду старшого вчителя математики у Ризькій міській гімназії, паралельно викладаючи у Лоренцівській дівочій гімназії. Після 1934 року він вийшов на пенсію.
До 1939 року Редер брав участь у громадському русі балтійських німців у Латвії, займався вивченням історії та генеалогії німецьких родин Курляндії. 1936 року він став почесним членом Дерптського генеалогічного товариства, 1948 року — членом-кореспондентом Берлінського товариства «Герольд»
У 1940—1945 роках Редер мешкав і працював у Позені. Після Другої світової війни, в 1945—1950 роках він жив у Ной-Карштедті, Мекленбург, а згодом в Гольцміндені, Саксонія.
Вільгельм Редер помер 18 січня 1957 року в Гольцміндені, Німеччина.

## Праці
- Räder, Wilhelm. Album Curonorum. Riga: [Kadner], 1932.  [Архівовано 21 серпня 2020 у Wayback Machine.]
- Räder, Wilhelm. Album Curonorum, 1808—1932. Curonen-Nachkommen: ein Beitrag zur Personenkunde Kurlands. Bovenden: Ruetz, [Behr], 1955.
- Räder, Wilhelm. Album Curonorum: Nachtrag zum Album Curonorum von 1932. Bovenden: Ruetz, 1954.
- Räder, Wilhelm. Album Curonorum, 1932—1978. Riga: Ruetz, [ca. 1978].
- Räder, Wilhelm. Bürgerverzeichnisse aus dem Herzogtum Kurland. Riga: Bruhns, 1939.
- Räder, Wilhelm. Curonen an Universitäten Deutschlands 1801—1831. Riga: Kadner, 1935.
- Räder, Wilhelm. Die Gerichtssekretäre und Advokaten Kurlands 1795—1889. Dorpat: Genealogische Gesellschaft Lettlands, 1938.
- Räder, Wilhelm. Die Juristen Kurlands im 17. Jahrhundert. Marburg/Lahn: Herder-Institut, 1957.
- Räder, Wilhelm. Die Juristen Kurlands im 18. Jahrhundert: ein Beitrag zur Personenkunde Kurlands. Posen: W. F. Häcker, 1942.
- Räder, Wilhelm. Amburger, Erik. Die Lehrkräfte an den deutschen Schulen Kurlands 1805—1860. Lüneburg Nordostdt: Kulturwerk, 1991.
- Räder, Wilhelm. Kurländische Akademikerfamilien. Marburg/Lahn, 1953.
- Räder, Wilhelm. Stavenhagen, Oskar. Bürgerbuch und Ratslinie der Stadt Goldingen bis zum Jahr 1889 // Jb. GHS 1909/10

## Сім'я
- Батько: Рейнгард Редер (?—?), лютеранський пастор[1].
- Матір: Фрідеріка-Марія Курц (?—?)[1].
- Дружина (1910): Маргарита Коріц[1].